# Accalathura maculata
Accalathura maculata là một loài chân đều trong họ Leptanthuridae. Loài này được Haswell miêu tả khoa học năm 1881.